# Памятник Низами Гянджеви (Пекин)
Па́мятник Низами́ Гянджеви́ (кит. 纪念碑尼扎米•甘伽维) — памятник выдающемуся поэту, классику персидской поэзии Низами Гянджеви, расположенный в столице Китая, в городе Пекин, в парке Чаоян. Автор памятника — известный китайский художник Юань Сикунь.

## История
Памятник был создан Юань Сикунем в ответ на приглашение азербайджанской стороны к празднованию 20-летия установления дипломатических отношений между Китайской Народной Республикой и Азербайджаном.
Торжественная церемония открытия памятника состоялась 6 декабря 2012 года в первой половине дня. В ней приняли участие посол Азербайджана в КНР Латиф Гандилов, советник Департамента Европы и Центральной Азии МИД КНР Су Фанцю, Генеральный секретарь Комитета по культурным организациям Государственного Совета КНР Цуй Юнъань, директор Пекинского художественного музея «Цзиньтай» и автор скульптуры Юань Сикунь, профессор Центрального университета национальностей Китая Ху Чжэньхуа и представители различных сфер общественности обеих стран.
Церемонию открытия памятника совершил посол Азербайджана в КНР Латиф Гандилов. Он рассказал присутствующим о достижениях поэта и мыслителя Низами Гянджеви. Выступая с речью, он отметил, что завершение бюста поэта является подарком в честь 20-летия установления дипломатических отношений между двумя странами.

## Описание памятника
Памятник представляет собой бюст поэта, изображающего его с тюрбаном на голове. На постаменте на китайском и английском языках написаны имя и годы рождения и смерти поэта, также фраза «Великий азербайджанский поэт, учёный и мыслитель» (англ. Great Azerbaijani poet, scholar and thinker, кит. 阿塞拜疆伟大的诗人，学者和思想家). Внизу также приведено изречение поэта в переводе на азербайджанский и китайский языки:
Оригинальный текст (азерб.)
Qüvvət elmdədir, başqa cür heç kəs

Heç kəsə üstünlük eyləyə bilməz.